# Sede vacante

Vatikanens särskilda vapensköld för perioder av sedisvakans, det vill säga i huvudsak perioderna mellan en påves frånfälle och en annan påves uppstigande på påvetronen

Sede vacante, även sedisvakans, sedesvakans eller sedevakans är ett uttryck inom kyrkorätt för förhållandet att (inom romersk-katolska kyrkan) påve- eller biskopsstol står vakant; uttrycket kan även användas om vakans på ärkebiskops- eller biskopsstol inom Svenska kyrkan. Begreppet är latin för "stolen varande ledig" (det är den absoluta ablativformen av sedes vacans, som betyder "ledig stol").
När en påve dör eller abdikerar, blir den heliga stolen sede vacante. Stolen som blir ledig är cathedran i Lateranbasilikan, Roms biskops katedralkyrka. Under denna period administreras Rom och Vatikanen av ett kardinalråd.

## Lista över perioder avsede vacantepå den heliga stolen sedan 1800-talet
| Föregående påve    | Nästföljande påve  | Början            | Slut              | Varaktighet |
| ------------------ | ------------------ | ----------------- | ----------------- | ----------- |
| Pius VII           | Leo XII            | 20 augusti 1823   | 28 september 1823 | 39 dagar    |
| Leo XII            | Pius VIII          | 10 februari 1829  | 31 mars 1829      | 49 dagar    |
| Pius VIII          | Gregorius XVI      | 1 december 1830   | 2 februari 1831   | 63 dagar    |
| Gregorius XVI      | Pius IX            | 1 juni 1846       | 16 juni 1846      | 15 dagar    |
| Pius IX            | Leo XIII           | 7 februari 1878   | 20 februari 1878  | 13 dagar    |
| Leo XIII           | Pius X             | 20 juli 1903      | 4 augusti 1903    | 15 dagar    |
| Pius X             | Benedictus XV      | 20 augusti 1914   | 3 september 1914  | 14 dagar    |
| Benedictus XV      | Pius XI            | 22 januari 1922   | 6 februari 1922   | 15 dagar    |
| Pius XI            | Pius XII           | 10 februari 1939  | 2 mars 1939       | 20 dagar    |
| Pius XII           | Johannes XXIII     | 9 oktober 1958    | 28 oktober 1958   | 19 dagar    |
| Johannes XXIII     | Paulus VI          | 3 juni 1963       | 21 juni 1963      | 18 dagar    |
| Paulus VI          | Johannes Paulus I  | 6 augusti 1978    | 26 augusti 1978   | 20 dagar    |
| Johannes Paulus I  | Johannes Paulus II | 28 september 1978 | 16 oktober 1978   | 18 dagar    |
| Johannes Paulus II | Benedictus XVI     | 2 april 2005      | 19 april 2005     | 17 dagar    |
| Benedictus XVI     | Franciskus         | 28 februari 2013  | 13 mars 2013      | 13 dagar    |
| Franciskus         | Leo XIV            | 21 april 2025     | 8 maj 2025        | 17 dagar    |

## Annan användning
Begreppet används inom sedvakantismen, en radikal gren inom katolsk traditionalism. Här är syftet att hävda att alla påvar sedan det Andra Vatikankonciliet varit kättare, och att den Heliga stolen därför står tom.